# Ван Виринген, Франсискюс Питер
Франсискюс Питер ван Виринген (нидерл. Franciscus Pieter van Wieringen, 28 марта 1903—1997) — нидерландский фехтовальщик, призёр чемпионата мира.

## Биография
Родился в 1903 году в Роттердаме. В 1930 году на чемпионате Нидерландов завоевал серебряную медаль в личном первенстве на шпагах, и бронзовую — в личном первенстве на саблях. В 1934 году стал чемпионом Нидерландов в личном первенстве на шпагах. В 1936 году принял участие в соревнованиях по фехтованию на саблях на Олимпийских играх в Берлине, где нидерландские саблисты заняли 5-е место в командной сабле. В 1938 году стал обладателем бронзовой медали чемпионата мира в командной сабле.
В 1997 году скончался в Сиднее.